# Ураган Томас
Ураган Томас је име дванаестог урагана 2010 Атлантске сезоне урагана. Томас се развио од тропске олује источно од Острва приветрине 29. октобра. Брзо је интензивирао у ураган, и прошао врло близу острва Света Луција. Након достизања Категорије 2 на Сафир-Симсоновој скали урагана, Томас је брзо ослабио у тропску олују у централном Карипском мору, због јаког ветра и смицања сув ваздух. Томас је касније поново достигао статус урагана.
Током пута урагана, за најмање 41 људи се зна да су погинули, 14 од којих су у Светој Луцији. Монетарни губици су процењени на преко 572 милиона долара, углавном у Светој Луцији.